# Itapevi
Itapevi é um município da Microrregião de Osasco, situado na Região Metropolitana de São Paulo, Brasil). Pertence a Zona Oeste da Grande São Paulo, em conformidade com a lei estadual nº 1.139, de 16 de junho de 2011 e, consequentemente, com o Plano de Desenvolvimento Urbano Integrado da Região Metropolitana de São Paulo (PDUI). Localiza-se a 35 quilômetros da Praça da Sé, marco zero da capital paulista. Também é conhecida como "cidade dos telhados novos", "cidade das rosas", ou como pode-se ler na parede da estação de trem do município, "cidade esperança".

## História
A formação do vilarejo começou por volta do século XVIII, existindo no município uma casa bandeirista construída por volta de 1720. A família mais antiga, provavelmente, é dos Abreu.
Em 1 de julho de 1888 a Estrada de Ferro Sorocabana inaugurou a estação de Cotia, localizada no quilômetro 37 da sua linha tronco. A estação ficava a cerca de uma légua do núcleo urbano de Cotia.  Em pouco tempo surgiu ao lado da estação um primitivo núcleo urbano, onde o governo da província implantou um grupo escolar pouco tempo depois.
Em 1895, o italiano Giulio Michaeli abriu uma pedreira para a produção de paralelepípedos, atraindo famílias de imigrantes italianos, como os Belli e Michelotti.
Em 1912, Joaquim Nunes Filho, o "Nhô Quim", de Cotia, adquiriu o Sítio Itapevi, com 152 alqueires, que cobria todo o atual centro da cidade, e tornou-se chefe político local, por suas ligações com o antigo PRP (Partido Republicano Paulista). Ele conseguiu, por exemplo, a elevação do vilarejo a distrito de Cotia, em 12 de outubro de 1920; a energia elétrica (1929); e a instalação do primeiro telefone (1930).
O núcleo urbano da estação de Cotia foi elevado a distrito pelo governo do estado de São Paulo em 19 de outubro de 1920, sendo batizado Itapevy (em homenagem ao Barão de Itapevy). Apesar disso, seu crescimento ocorreu de forma lenta até a Segunda Guerra Mundial. Em 1934, o censo demográfico indicava uma população de 350 habitantes para o distrito de Itapevi.

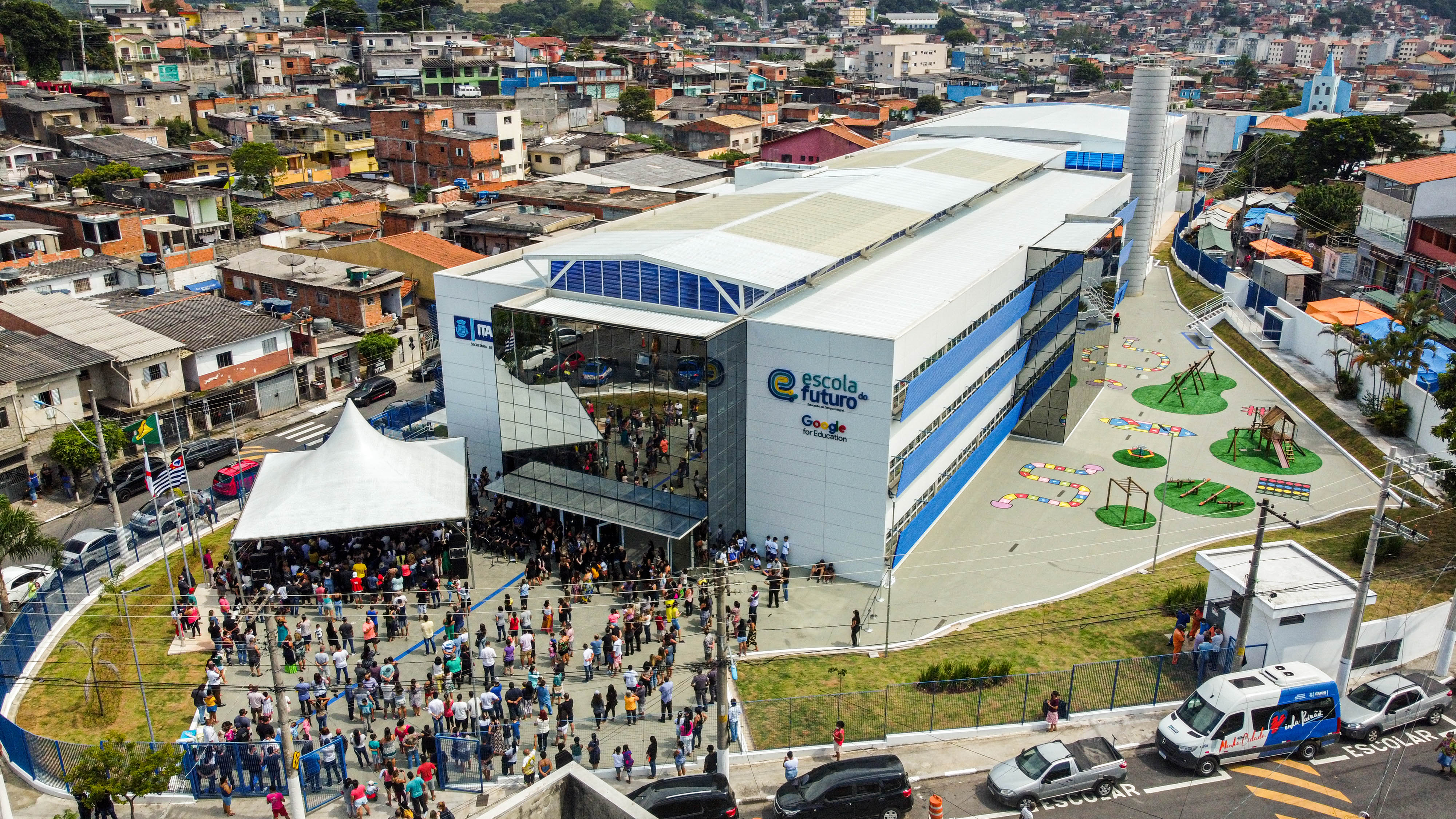
Escola do Futuro do Cardoso - Itapevi

Em 1940 chegava em Itapevi o empresário Carlos de Castro que, sabendo que a família Nunes tinham pretensões de vender as terras que pertenceram a Joaquim Nunes (que falecera em 1941) adquiriu vasta gleba de terra, dando origem ao loteamento do Parque Suburbano e Jardim Bela Vista. Foi a partir daí que se acelerou o processo de urbanização do local.
Com a estação ainda com o nome de Cotia e a própria sede do município chamada de Vila Cotia, criavam-se enormes confusões notadamente ao serviço de correios e telegramas para que as correspondências e pessoas localizassem os endereços em Itapevi. Em 1945, Carlos de Castro conseguiu com o então ministro João Alberto que a estação tivesse seu nome alterado para Itapevi, com festa para a população.
No dia 10 de maio de 1952, Carlos de Castro reuniu-se com outros três moradores do distrito: Nicolau, Leonardo, Raul Leonardo e Ezequiel Dias Siqueira e, juntos elaboraram um abaixo-assinado pleiteando à Assembleia Legislativa de São Paulo a emancipação do distrito, com mais de mil assinaturas mas, mesmo assim, foram derrotados pelo fato de Itapevi ser muito próximo de Cotia e de que havia moradores em débito com a prefeitura. Deveriam  esperar 5 anos para que o projeto fosse novamente votado.
A partir daí e já dentro de um espírito emancipacionista presente por toda região, integrantes da sociedade da época iniciaram o movimento de autonomia do distrito, fazendo a população se empenhar em massa no processo. Seus idealizadores eram homens como o próprio Carlos de Castro, Américo Christianini, Cezário de Abreu, Bonifácio de Abreu, Rubens Caramez (então vereador de Cotia e que depois se tornaria o primeiro prefeito de Itapevi), Raul Leonardo (um dos 2 emancipadores ainda vivos. Com 83 anos divide o título com Antônio Pedra Pereira de 80 anos), José dos Santos Novaes, Antônio Pedra de Pereira e tantos outros.
No plebiscito realizado em 1958, cerca de novecentas pessoas optaram pela emancipação, contra apenas trinta que não desejavam a autonomia. Naquele mesmo ano foi formalizada pelo governador Jânio Quadros a lei que criava o município de Itapevi instalado oficialmente só no ano seguinte em 18 de Fevereiro de 1959 pelo governador Carvalho Pinto. Seu primeiro prefeito foi Rubens Caramez que venceu às eleições contra Carlos de Castro.

### Toponímia
O topônimo Itapevi vem do Tupi e significa "Rio de Pedras Chatas", conforme o "Vocabulário Tupi-Guarani - Português", do Prof. Silveira Bueno (Brasilivros Editora), e "A Origem dos Nomes dos Municípios Paulistas" (Imprensa Oficial do estado de São Paulo, 2003), de Enio Squeff e Helder Perri Ferreira.
Diz o verbete constante da última obra: "ITAPEVI (do tupi, itá-peb'y): Rio das itapevas, rio das lajes, das pedras chatas, de itá-peba (pedra chata, laje) e 'y (rio, águas)".

## Demografia
- População total: 232.513 habitantes (2022)[3]
- Densidade Demográfica (hab./km²): 2.812,95 (2022)
- Índice de Desenvolvimento Humano (IDH-M): 0,759 (2000)

| População de Itapevi (1934-2021)                                                                                      | População de Itapevi (1934-2021) | População de Itapevi (1934-2021) | População de Itapevi (1934-2021) | População de Itapevi (1934-2021) | População de Itapevi (1934-2021) | População de Itapevi (1934-2021) | População de Itapevi (1934-2021) | População de Itapevi (1934-2021) | População de Itapevi (1934-2021) | População de Itapevi (1934-2021) |
| 1934 | 1940                             | 1950                             | 1960                             | 1970                             | 1980                             | 1991                             | 2000                             | 2010                             | 2022                             |                                  |
| --- | -------------------------------- | -------------------------------- | -------------------------------- | -------------------------------- | -------------------------------- | -------------------------------- | -------------------------------- | -------------------------------- | -------------------------------- | -------------------------------- |
| 350 | 2793                             | 4794                             | 10077                            | 27569                            | 53441                            | 107983                           | 162433                           | 200769                           | 232513                           |                                  |
| Fontes:Instituto Brasileiro de Geografia e Estatística (IBGE) e Fundação Sistema Estadual de Análise de Dados (Seade) |                                  |                                  |                                  |                                  |                                  |                                  |                                  |                                  |                                  |                                  |

## Geografia

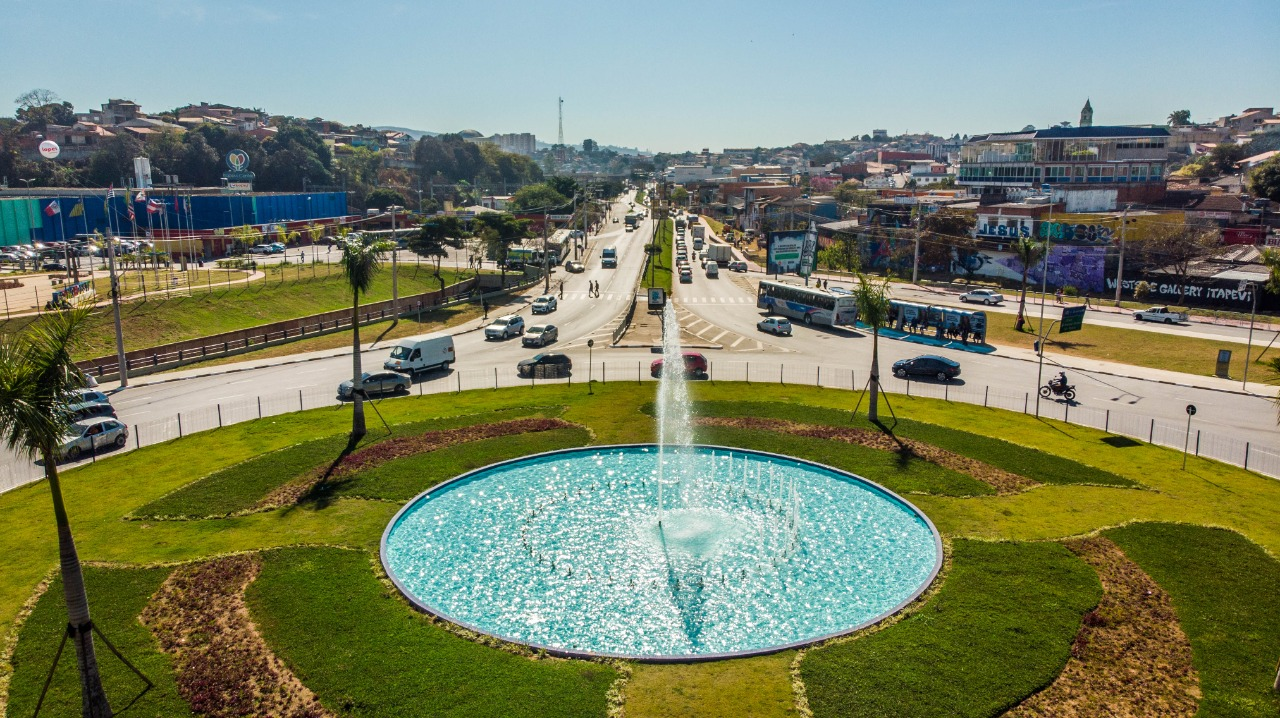
Rotatória de Itapevi

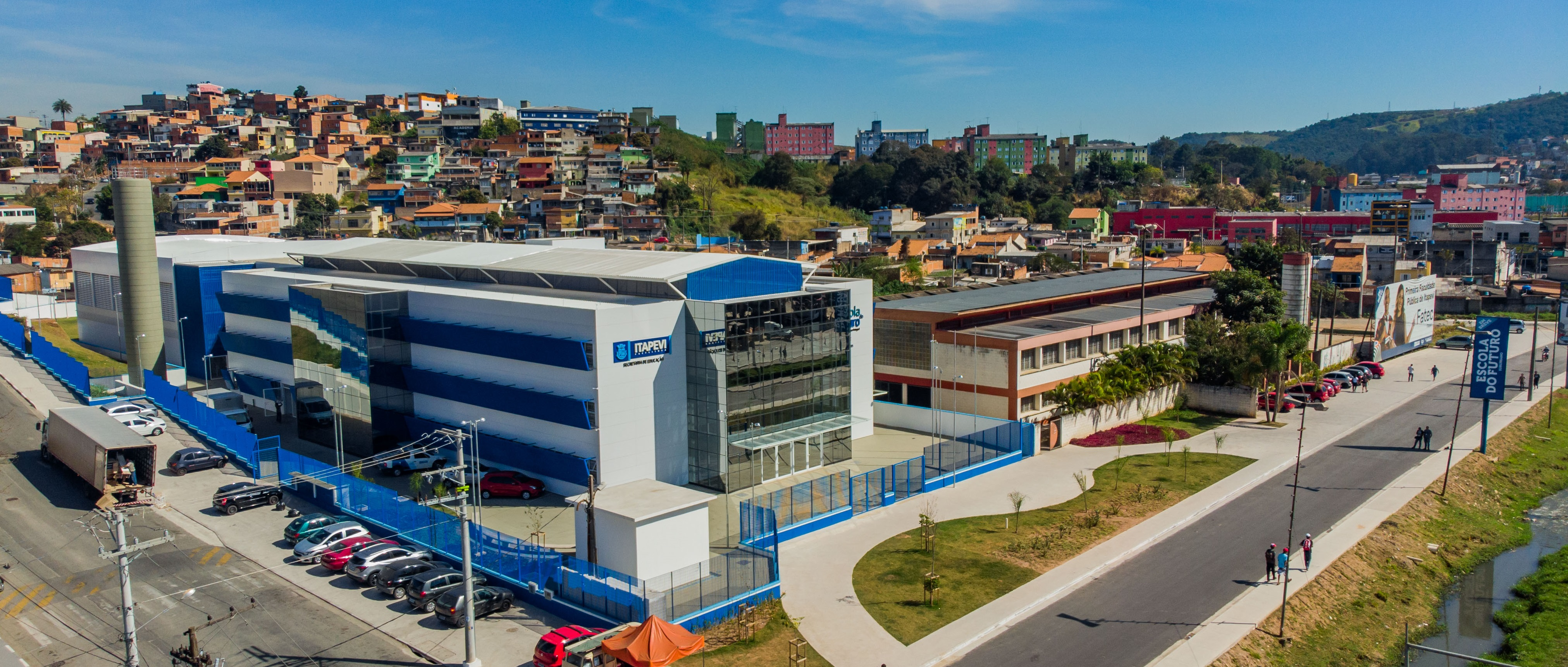
Escola do Futuro Suburbano - Itapevi

O município se localiza nas coordenadas 23°32'56" S, 46°56'03" W. A área total do município é de 82,658 km², ficando na 600ª posição na lista das maiores cidades do estado de São Paulo. De toda a área do município, 37,498 km² são de área urbana, ficando na 266ª posição das lista das maiores do Brasil. Limita-se com o município de Santana de Parnaíba ao norte e noroeste, Barueri a nordeste, Jandira a leste, Cotia ao sul e sudeste, Vargem Grande Paulista a sudoeste e São Roque a oeste.
Itapevi encontra-se sob o domínio do Planalto Atlântico, onde podemos verificar os seguintes tipos de relevo: várzeas, planícies aluviais, colinas, morros e serras. A Serra do Itaqui estende-se ao longo do limite com o município de Santana de Parnaíba, onde se encontra a região de Aldeia da Serra. O marco zero da cidade está situado 35 quilômetros a oeste da capital paulista, e o atual centro urbano se localiza na várzea do rio Barueri-Mirim, afluente do rio Tietê.
A altitude varia entre 740m no centro da cidade, junto ao leito do rio Barueri-mirim, à aproximadamente 1035m no alto da Serra do Itaqui, na divisa com o município de Santana de Parnaíba (Aldeia da Serra).
Por sua condição geográfica e climática, Itapevi apresenta resquícios de cobertura vegetal primitiva nativa representada pela Floresta Ombrófila Densa (Mata Atlântica), além de fragmentos da Floresta Ombrófila Mista (Mata de Araucárias). Com a expansão populacional e industrial do município nas últimas décadas, infelizmente, essas duas coberturas vegetais sofreram grandes perdas.

### Bairros
- Alto da Colina
- Amador Bueno[15]
- Ambuitá
- Bairro dos Abreus
- Centro
- Chácara Lagoinha
- Chácaras Monte Serrat
- Chácara Primavera
- Chácara Santa Cecília
- Chácara Selva
- Chácara Vitápolis
- Cidade da Saúde
- Cidade do Sol
- Cohab - Setor A
- Cohab - Setor B
- Cohab - Setor D
- Condomínio Nova São Paulo
- Ingahi
- Jardim Alabama
- Jardim Bela Vista
- Jardim Briquet
- Jardim Cruzeiro
- Jardim Dona Elvira
- Jardim Hokkaido
- Jardim Itacolomi
- Jardim Itaparica
- Jardim Itapoã
- Jardim Itapevi
- Jardim Jurema
- Jardim Julieta
- Jardim Maria Cecília
- Jardim Maria Judite
- Jardim Marina
- Jardim Maristela
- Jardim Mirador
- Jardim Nova Cotia
- Jardim Nova Itapevi
- Jardim Paulista
- Jardim Portela
- Jardim Rainha
- Jardim Rosemary
- Jardim Ruth
- Jardim Santa Rita
- Jardim Santo Américo
- Jardim São Carlos
- Jardim São Luiz
- Jardim São Paulo
- Jardim Sorocabano
- Jardim Vitápolis
- Parque Boa Esperança
- Parque Mira Flores
- Parque Itamarati
- Parque Santo Antônio
- Parque Suburbano
- Parque Wey
- Quatro Encruzilhadas
- Recanto Camargo Ribeiro
- Refúgio dos Pinheiros
- Refúgio Verde
- Residencial Colinas de São José
- Residencial Parque Itamarati
- Residencial Vale do Sol
- Transurb
- Vila Aparecida
- Vila Áurea
- Vila Aurora
- Vila Belmira
- Vila da Paz
- Vila Dolores
- Vila Dona Paulina
- Vila Dr. Cardoso[16]
- Vila Esperança
- Vila Gióia
- Vila Lícia
- Vila Nova Itapevi
- Vila Nova Esperança
- Vila Olímpia
- Vila Olinda
- Vila Recanto Paulistano
- Vila Santa Flora
- Vila Santa Rita
- Vila Santo Antônio da Boa Vista
- Vila São Francisco
- Vila Verde

### COHAB

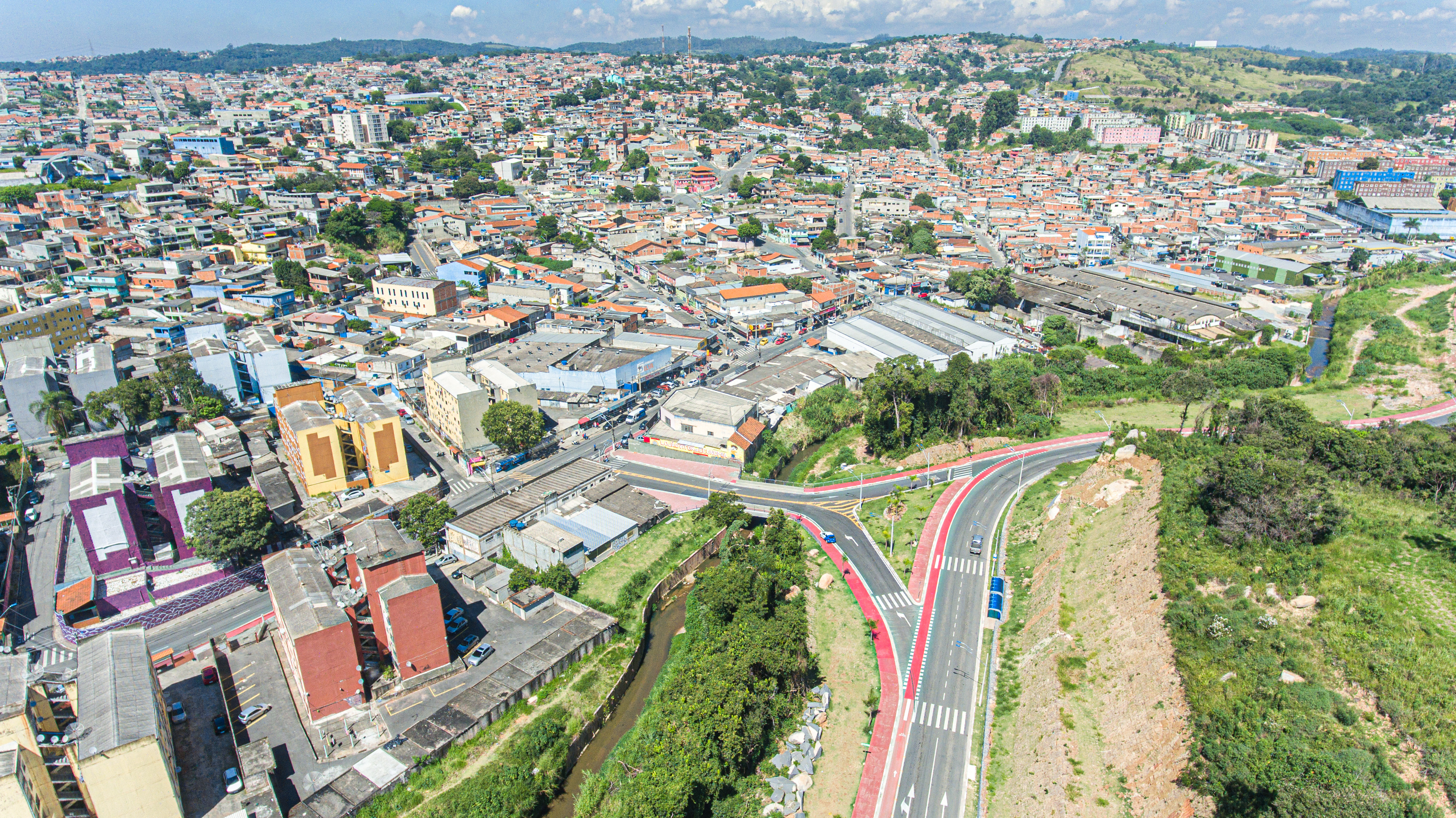
Ponte do Novo Acesso da Cohab

Por volta dos anos 1980, a Companhia Metropolitana de Habitação de São Paulo - COHAB, lança o Conjunto Habitacional Presidente Tancredo Neves, aumentando a densidade demográfica da cidade. E nos anos 1990, a cidade recebeu mais três conjuntos habitacionais, estes feitos pela Companhia de Desenvolvimento Habitacional e Urbano - CDHU, do governo estadual. Com isso, houve forte migração para a cidade.

### Vias principais

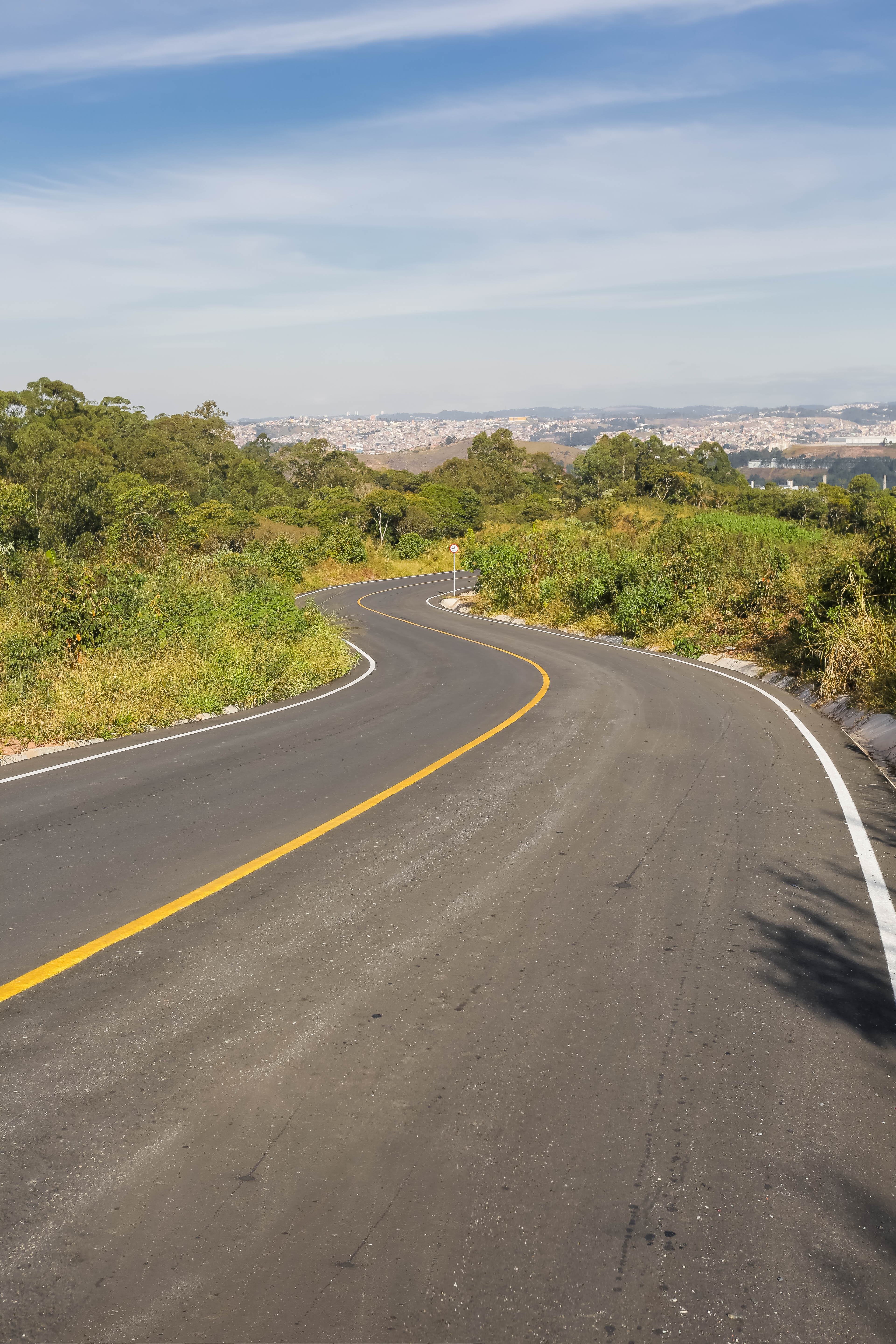
Estrada do Ingahi

A Avenida Rubens Caramez é a via arterial que liga a área central ao limite com a cidade de Cotia, passando pelos bairros de Centro, Vila Aurora, Parque Santo Antônio, Parque Suburbano e Jardim Rosemary.
A Avenida Feres Nassif Chaluppe é a via principal para o acesso da Estação Itapevi da Linha 8 Diamante do Trem Metropolitano de São Paulo
A Avenida Cesário de Abreu é uma das vias principais da área central da cidade, abrigando vários centros comerciais. Passando pelos bairros de Centro, Dos Abreus e Jardim Julieta.

### Clima
O clima de Itapevi é considerado subtropical (tipo Cfa segundo Köppen), com diminuição de chuvas no inverno e temperatura média anual de 20 °C, tendo invernos brandos e verões com temperaturas moderadamente altas. O mês mais quente, fevereiro, tem temperatura média de aproximadamente 23 °C e o mês mais frio, julho, de aproximadamente 17 °C.
A precipitação anual média é de 1.385 mm, concentrados principalmente no verão. As estações do ano são relativamente bem definidas: o inverno é ameno e subseco, e o verão, moderadamente quente e chuvoso. Outono e primavera são estações de transição. Geadas ocorrem esporadicamente em regiões mais afastadas do centro todos os anos, e, em invernos rigorosos, em todo o município (incluindo a região central).
| Dados climatológicos para Itapevi, São Paulo - Brasil | Dados climatológicos para Itapevi, São Paulo - Brasil | Dados climatológicos para Itapevi, São Paulo - Brasil | Dados climatológicos para Itapevi, São Paulo - Brasil | Dados climatológicos para Itapevi, São Paulo - Brasil | Dados climatológicos para Itapevi, São Paulo - Brasil | Dados climatológicos para Itapevi, São Paulo - Brasil | Dados climatológicos para Itapevi, São Paulo - Brasil | Dados climatológicos para Itapevi, São Paulo - Brasil | Dados climatológicos para Itapevi, São Paulo - Brasil | Dados climatológicos para Itapevi, São Paulo - Brasil | Dados climatológicos para Itapevi, São Paulo - Brasil | Dados climatológicos para Itapevi, São Paulo - Brasil | Dados climatológicos para Itapevi, São Paulo - Brasil |
| Mês                                                   | Jan                                                   | Fev                                                   | Mar                                                   | Abr                                                   | Mai                                                   | Jun                                                   | Jul                                                   | Ago                                                   | Set                                                   | Out                                                   | Nov                                                   | Dez                                                   | Ano                                                   |
| ----------------------------------------------------- | ----------------------------------------------------- | ----------------------------------------------------- | ----------------------------------------------------- | ----------------------------------------------------- | ----------------------------------------------------- | ----------------------------------------------------- | ----------------------------------------------------- | ----------------------------------------------------- | ----------------------------------------------------- | ----------------------------------------------------- | ----------------------------------------------------- | ----------------------------------------------------- | ----------------------------------------------------- |
| Temperatura máxima média (°C)                         | 26,3                                                  | 26,8                                                  | 25,8                                                  | 24,6                                                  | 22                                                    | 21,6                                                  | 21,5                                                  | 23,2                                                  | 24,7                                                  | 25,4                                                  | 24,9                                                  | 26                                                    | 24,4                                                  |
| Temperatura média (°C)                                | 22,5                                                  | 22,8                                                  | 22                                                    | 20,6                                                  | 17,9                                                  | 17,1                                                  | 16,7                                                  | 17,9                                                  | 19,5                                                  | 20,7                                                  | 20,7                                                  | 22                                                    | 20,3                                                  |
| Temperatura mínima média (°C)                         | 18,8                                                  | 18,9                                                  | 18,3                                                  | 16,7                                                  | 13,9                                                  | 12,7                                                  | 12                                                    | 12,7                                                  | 14,4                                                  | 16                                                    | 16,6                                                  | 18                                                    | 15,8                                                  |
| Precipitação (mm)                                     | 235                                                   | 170                                                   | 147                                                   | 71                                                    | 64                                                    | 49                                                    | 54                                                    | 40                                                    | 92                                                    | 121                                                   | 157                                                   | 185                                                   | 1 385                                                 |
| Fonte: Climate-Data (médias)                          |                                                       |                                                       |                                                       |                                                       |                                                       |                                                       |                                                       |                                                       |                                                       |                                                       |                                                       |                                                       |                                                       |

### Rodovias
A principal rodovia que passa por Itapevi e liga a cidade a outros pontos do estado de São Paulo é a Rodovia Castello Branco (SP-280)
Nos seus extremos norte e sul, há uma via de ligação chamada Rodovia Coronel PM Nelson Tranchesi (SP-029).
Além desta via, há uma outra rodovia que corta a cidade de leste à oeste, até chegar à Rodovia Raposo Tavares em São Roque (Mailasqui), chamada (SP-274). (Rodovia Eng. Renê Benedito da Silva).

### Ferrovias
- Linha 8 do Trem Metropolitano de São Paulo (linha principal e extensão operacional)[18][19]
- Linha Tronco da antiga Estrada de Ferro Sorocabana (continuada pela extensão da Linha 8 da CPTM em bitola larga) [20]

## Infraestrutura

### Educação

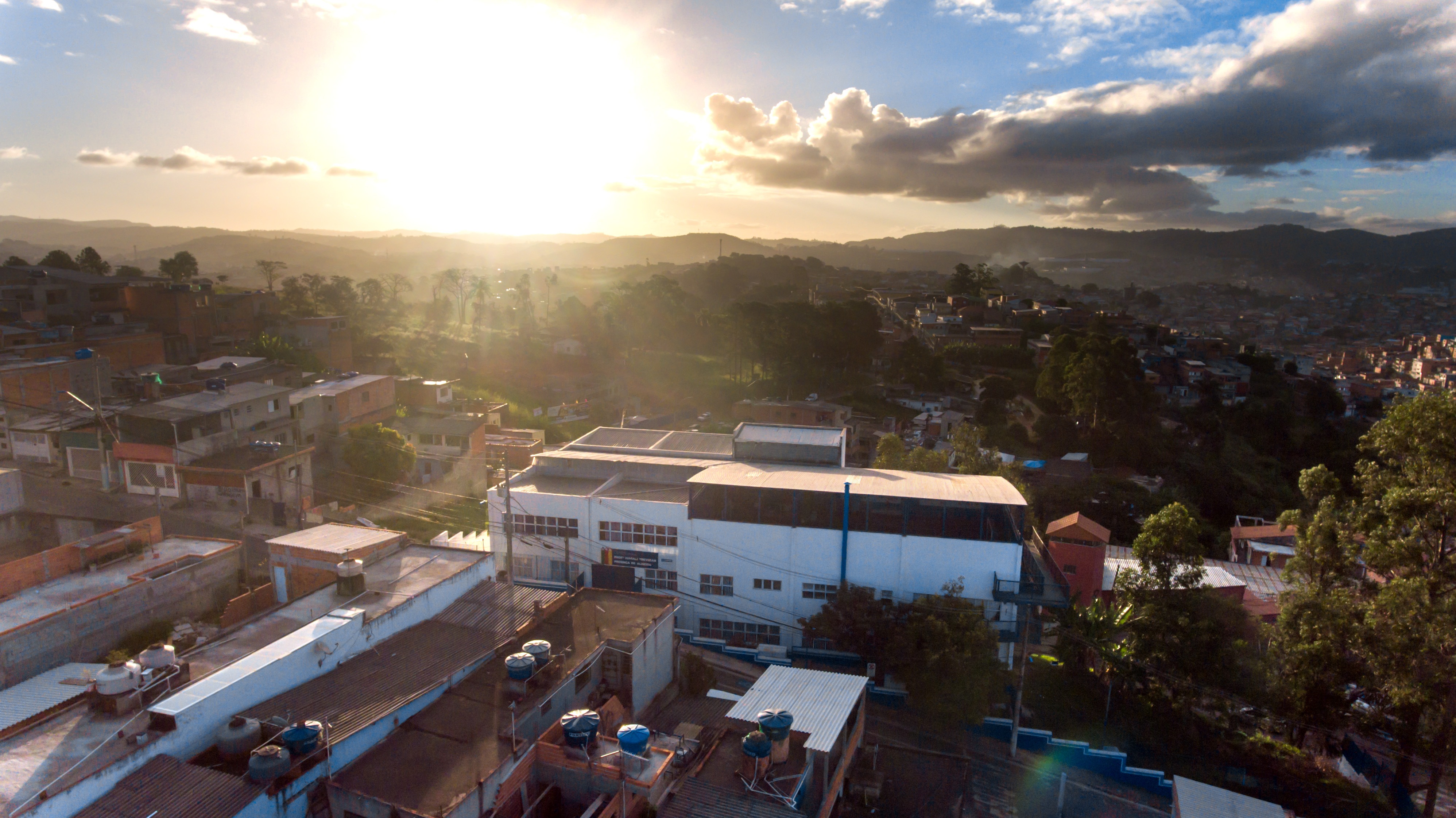
Escola de Tempo Integral CEMEB Magali Trevizan

A cidade conta com a sede da Diretoria de Ensino de Itapevi, responsável pelas escolas estaduais da própria cidade, Barueri, Jandira, Pirapora do Bom Jesus e Santana do Parnaíba. Estão instaladas cerca de 65 escolas municipais e 22 escolas estaduais, além de ter sedes dos Institutos Cacau Show e Eurofarma.
Itapevi mantém atualmente três Escolas do Futuro nos bairros Parque Suburbano, Jardim Santa Rita e Cardoso, as quais operam no formato de Ensino em Tempo Integral e têm parceria com a Google for Education. Além disso, está concluindo a construção de mais duas unidades em Amador Bueno e na Cohab.

#### Faculdades
Algumas das faculdades que possuem polos presenciais ou virtuais em Itapevi são:
- FAEESP
- Universidade Aberta do Brasil
- Universidade Anhanguera-Uniderp
- Universidade Cruzeiro do Sul Virtual
- UNIP (EAD)

#### Índice de Desenvolvimento da Educação Básica (IDEB)
Através do IDEB, o governo federal pode avaliar a qualidade do ensino público nos municípios do Brasil. Os números observados são esses:
| Ano  | Meta | Observado |
| ---- | ---- | --------- |
| 2005 | -    | 4.1       |
| 2007 | 4.2  | 4.6       |
| 2009 | 4.5  | 4.8       |
| 2011 | 4.9  | 5.0       |
| 2013 | 5.2  | 5.2       |
| 2015 | 5.5  | 5.8       |
| 2017 | 5.7  | 5.9       |
| 2019 | 6.0  | 6.0       |
| 2021 | 6.3  | 5.6       |

| Ano  | Meta | Observado |
| ---- | ---- | --------- |
| 2005 | -    | 3.6       |
| 2007 | 3.7  | 3.7       |
| 2009 | 3.8  | 3.8       |
| 2011 | 4.1  | 3.9       |
| 2013 | 4.5  | 4.0       |
| 2015 | 4.9  | 4.4       |
| 2017 | 5.1  | 4.3       |
| 2019 | 5.4  | 4.9       |
| 2021 | 5.6  | 4.9       |

| Ano  | Meta | Observado |
| ---- | ---- | --------- |
| 2017 |      | 3.5       |
| 2019 | 3.7  | 4.0       |
| 2021 | 3.9  | 4.1       |

### Saúde

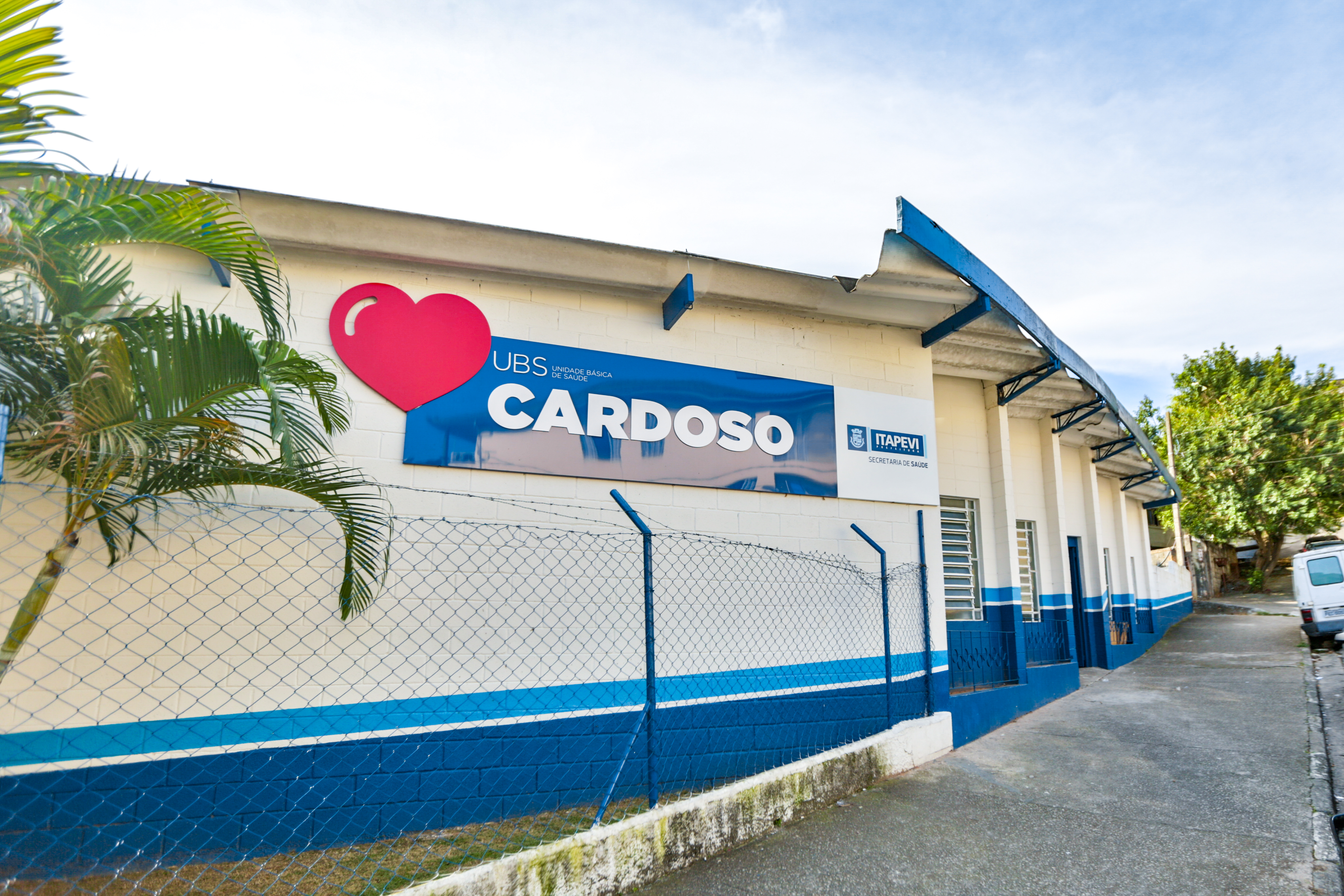
UBS Cardoso

Itapevi conta com 03 pronto socorros, localizados nos bairros Amador Bueno, Cidade Saúde e Cardoso. Ainda conta com 06 Unidades Básicas de Saúde (UBSs) e 09 Unidades de Saúde da Família (USFs).
A cidade conta com a sede do Serviço de Atendimento Móvel de Urgência (SAMU) Regional Oeste, que atende além do município, Vargem Grande Paulista, Jandira, Cotia, Pirapora do Bom Jesus, Carapicuíba e Santana do Parnaíba.

#### Hospital Geral
O Hospital Geral de Itapevi (HGI) é um hospital público estadual que foi inaugurado em 20 de setembro de 2000, vinculado à Secretaria de Saúde do Estado de São Paulo e presta atendimento por meio do Sistema Único de Saúde além da própria cidade à Jandira, Pirapora do Bom Jesus, Carapicuíba, Santana do Parnaíba, Barueri e Osasco.

### Comunicações
O sistema de telefones automáticos foi inaugurado na cidade em 1977 pela Telecomunicações de São Paulo (TELESP), que também implantou o sistema de discagem direta à distância (DDD) em 1977 com o código de área (011). Anteriormente a cidade era atendida pela Companhia Telefônica Brasileira (CTB).

### Transportes

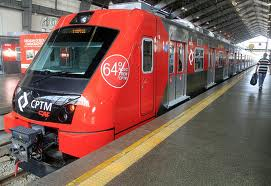
Um dos primeiros novos trens para a Linha 8–Diamante (Itapevi↔Julio Prestes).

O município é servido pelos trens da Linha 8–Diamante do Trem Metropolitano de São Paulo. São duas estações na linha principal e mais duas estações na extensão operacional (que também são servidas por ônibus gratuitos da Benfica BBTT que partem da estação Itapevi).
- Estações da linha principal:
  - Itapevi (integrada gratuitamente à extensão operacional)
  - Engenheiro Cardoso
- Estações da extensão operacional:
  - Estação Santa Rita
  - Estação Amador Bueno

As antigas Parada Cimenrita e Parada Ambuitá foram desativadas em 2010 e posteriormente demolidas, mas esta última será reconstruída, anúncio feito após a concessão da Linha 8 ganha pelo consórcio ViaMobilidade.
As linhas municipais de ônibus atualmente estão sob concessão da empresa de ônibus Benfica BBTT. Itapevi também conta com um corredor metropolitano que liga a cidade ao Butantã, em São Paulo.

## Administração
O Poder Executivo é atualmente exercido pelo prefeito Marcos Ferreira Godoy (Teco)(Podemos) - eleito em 2024 e , pelo vice-prefeito Thiaguinho (PL) e pelos secretários municipais nomeados pelo prefeito. O Poder Legislativo é exercido pelos 17 vereadores.
Lista de prefeitos
- Rubens Caramez (1960-1964) vice: Romeu Manfrinatto
- Romeu Manfrinatto (1965-1968) vice: Pedro de Oliveira e Silva
- Osmar de Souza (1969-1972) vice: Dorival de Oliveira
- Romeu Manfrinatto (1973-1976) vice: Claro Camargo Ribeiro
- Jurandir Salvarani (1977-1982) vice: João Caramez
- Silas Manoel de Oliveira (1983-1988) vice: Elias de Souza
- Jurandir Salvarani (1989-1992) vice: Ramiro Eleutério Novaes
- João Caramez (1993-1996) vice: Lázaro Toledo Queiroz Filho
- Sérgio Montanheiro (1997-2000) vice: José Francisco de Oliveira
- Dalvani Anália Nasi Caramez (2001-2004) vice: Lineu Alberto Góis
- Maria Ruth Banholzer (2005-2008) vice: Jaci Tadeu da Silva
- Maria Ruth Banholzer (2009-2012) vice: Jaci Tadeu da Silva
- Jaci Tadeu da Silva (2013-2016) vice: Fláudio Azevedo Limas
- Igor Soares (2017-2020) vice: Teco
- Igor Soares (2021-2024) vice: Teco
- Marcos Ferreira Godoy(Teco)(2025-2028) vice: Thiaguinho

### Lista de Vereadores (2025-2028)
- Afonso Silva (Republicanos)
- Akdenis (PSD)
- Chambinho (UNIÃO)
- Elias Vasconcelos (Republicanos)
- Fabinho (MDB)
- Jonas Henrique (PSD)
- Marina Dornellas (UNIÃO)
- Mariza Borges (PODE)
- Matheuzinho Silva (PL)
- Mauricio Japa (PP)
- Pedro Mau Mau (PP)
- Priscila Cavanha (PL)
- Professor Rafael (PODE)
- Thiago Moitinho (MDB)
- Tininha (PSD)
- Yacer Kourani (PODE)
- Zetti da Adega (PSB)

## Economia
A Revista Exame apontou em 2014 a cidade como a 9ª com maior desenvolvimento econômico no Brasil, a 1ª no estado de São Paulo. Já em 2020 a mesma revista divulgou um estudo feito pela Urban Systems, que aponta Itapevi como a 12ª melhor cidade para se investir no comércio no Brasil, e a 6ª melhor para se investir na indústria.

### Polo industrial
Itapevi conta com um polo industrial bem diversificado. Grandes empresas estão instaladas dentro do município, como:
- Henkel[44]
- Jaraguá Equipamentos[45]
- Cacau Show[46]
- Casa Suíça[47]
- Eurofarma
- Americanas S.A.

### Cimenrita
Entre as décadas de 1960 e 1980, uma das principais indústrias era a Fábrica de Cimento Santa Rita, também conhecida como Cimenrita, tendo até mesmo uma estação de trem própria. Hoje pertence ao Grupo Votorantim e está desativada.

## Cultura

### Maior mural de grafite do mundo
No ano de 2018 o Guiness Book oficializou que o maior muro de grafite do mundo se encontra na cidade, às margens da rodovia Castelo Branco, na fábrica da Cacau Show, em que retrata o processo desde o plantio até a colheita do cacau. Tendo cerca de 5.772,11 m2, o mural foi produzido pela artista plástico Eduardo Kobra, que já detinha esse recorde, por um muro de grafite feito em 2016, às vésperas dos Jogos Olímpicos no Rio de Janeiro.

### West Side Gallery
Em 2019 a prefeitura inaugurou no Corredor Oeste a West Side Gallery, a maior galeria urbana da região e uma das maiores do Brasil, tendo um comprimento de 630 metros lineares e uma área de 3.784 m2. Já em 2020, foi inaugurada a West Side Gallery II, desta vez feita somente por mulheres, tendo um comprimento de 435 metros lineares e uma área de 1.290,35 m².

## Religião
O Cristianismo se faz presente na cidade da seguinte forma:

### Igreja Católica
- A igreja faz parte da Diocese de Osasco.[58]

### Igrejas Evangélicas
- Assembleia de Deus Ministério do Belém.[59][60]
- Congregação Cristã no Brasil.[61]